# Priene (slak)
Priene is een geslacht van weekdieren uit de klasse van de Gastropoda (slakken).

## Soort
- Priene scabrum (King, 1832)